# 이성민 (배우)
이성민(1968년 10월 15일 ~ )은 대한민국의 배우이다.

## 출연 작품

### 영화
- 2001년 독립영화 《블랙 앤 화이트》 ... 도둑 1 역
- 2004년 《맹부삼천지교》 ... 사채 조폭 1 역
- 2004년 《인어 공주》 ... 과일가게 주인 역
- 2004년 《발레교습소》 ... 미스터 김 역
- 2005년 《소년, 천국에 가다》 ... 형사 역
- 2005년 《말아톤》 ... 정욱 친구 역(편집됨)
- 2006년 《비단구두》 ... 성철 역
- 2006년 《Mr. 로빈 꼬시기》 ... 양 상무 역
- 2007년 《밀양》 ... 주방장 역
- 2007년 《리턴》 ...  상우 부 역
- 2008년 《좋은 놈, 나쁜 놈, 이상한 놈》 ... 주방장 역
- 2008년 《고고70》 ... 주간서울 팝칼럼니스트 이병욱 역
- 2009년 《독》 ... 동식 역
- 2009년 《트라이앵글》 ... 이병준 사장 역
- 2010년 《카페 느와르》 ... 미연 1 남편 역
- 2010년 《작은 연못》 ... 꾸리 아빠 역
- 2010년 《베스트셀러》 ... 마대윤 편집장 역
- 2010년 《해결사》 ... 윤대희 변호사 역
- 2010년 《부당거래》 ... 부장 검사 역
- 2010년 서울국제초단편영상제 출품작 《休(휴)》 ... 김모씨 역
- 2011년 《체포왕》 ... 조 형사 역
- 2011년 《고양이: 죽음을 보는 두 개의 눈》 ... 비단파파 역(특별출연)
- 2011년 미쟝센 단편영화제 출품작 《로맨스를 원해》 ... 승환 역
- 2012년 《열여덟,열아홉》 ... 산부인과 의사 역(특별출연)
- 2012년 《하울링》 ... 구영철 역
- 2012년 《내 아내의 모든 것》 ... 나이사 역(우정출연)
- 2013년 《마이 리틀 히어로》 ... 강희석 역
- 2013년 《변호인》 ... 이윤택 역 (천만영화)
- 2014년 《관능의 법칙》 ... 이재호 역
- 2014년 《방황하는 칼날》 ... 억관 역
- 2014년 《군도: 민란의 시대》 ... 노사장 대호 역
- 2014년 《두근두근 내 인생》 ... 주치의 역(특별출연)
- 2014년 《빅매치》 ... 최영호 역(작중 메인 남주)
- 2015년 《손님》 ... 촌장 역
- 2016년 《로봇, 소리》 ... 김해관 역
- 2016년 《검사외전》 ... 우종길 역
- 2016년 《굿바이 싱글》 ... 주민호 역(특별출연)
- 2017년 《보안관》 ... 최대호 역
- 2017년 《리얼》 ... 최진기 역
- 2018년 《바람 바람 바람》 ... 석근 역
- 2018년 《공작》 ... 리명운 역
- 2018년 《목격자》 ... 상훈 역
- 2018년 《마약왕》 ... 서상훈 역
- 2019년 《뺑반》 ... 서정채 역
- 2019년 《비스트》 ... 정한수 역
- 2019년 《블랙머니》 ... 최용욱 검찰총장 역(특별출연)
- 2020년 《남산의 부장들》 ... 박정희 前 대통령 역
- 2020년 《미스터 주: 사라진 VIP》 ... 주태주 역
- 2021년 《인질》 ... (우정출연)
- 2021년 《제8일의 밤》 ... 진수 역
- 2021년 《기적》 ... 정태윤 역
- 2022년 《헌트》 … 조원식 역(우정출연)
- 2022년 《리멤버》 … 한필주 역
- 2023년 《대외비》 … 권순태 역(작중 메인 악남)
- 2023년 《더 문》 … 황규태 역(특별출연)
- 2023년 《서울의 봄》... 정상호 역 (본작의 페이크 주인공) (천만영화)
- 2024년 《핸섬가이즈》... 강재필 역
- 2025년 《어쩔수가없다》... 구범모 역

### 드라마
- 2000년 MBC 월요시트콤 《세 친구》 ... 윤다훈이 손소영과 동반 관람하는 뮤지컬 "아가씨와 건달들"의 주연 및 무대 배우 역 - 단역
- 2004년 KBS2 미니시리즈 《오! 필승 봉순영》 ... 박 검품장 역
- 2004년 MBC 단막극 《베스트극장 - 형님이 돌아왔다》 ... 일도 역
- 2005년 MBC 단막극 《베스트극장 - 러브홀릭 프로젝트》 ... 김 부장 역
- 2006년 KBS2 미니시리즈 《안녕하세요 하느님》 ... 형사 역 - 1, 2회 출연
- 2006년 KBS2 4부작드라마 《특수수사일지: 1호관 사건》 ... 하두길 역 - 2, 3회 출연
- 2007년 KBS2 미니시리즈 《마왕》 ... 황대필 역 - 12회 후반부터 출연
- 2007년 MBC 2부작드라마 《향단전》 ... 변학도 역
- 2007년 KBS2 단막극 《드라마시티 - 수맥을 잡아라》 ... 소장 역
- 2008년 KBS1 대하드라마 《대왕 세종》 ... 최만리 역
- 2008년 SBS 드라마스페셜 《온에어》 ... 송수철 PD 역
- 2008년 SBS 미니시리즈 《워킹맘》 ... 강철민 역
- 2008년 SBS 미니시리즈 《떼루아》 ... 진상 손님 역 - 3회, 8회 (특별출연)
- 2009년 SBS 주말극장 《사랑은 아무나 하나》 ... 허세돌 역
- 2009년 KBS2 미니시리즈 《파트너》 ... 한준수 역 - 13회부터 출연
- 2009년 KBS2 미니시리즈 《열혈 장사꾼》 ... 양만철 역
- 2009년 KBS2 납량특집드라마 《전설의 고향 - 조용한 마을》 ... 윤 진사 역
- 2009년 MBC 미니시리즈 《트리플》 ... 정 국장 역
- 2010년 MBC 미니시리즈 《파스타》 ... 설준석 역
- 2010년 MBC 주말연속극 《글로리아》 ... 손종범 역
- 2010년 KBS2 단막극 《KBS 드라마 스페셜 - 마지막 후뢰시맨》 ... 조원식 역
- 2010년 MBC 단막극 《일요드라마극장 - 사랑을 가르쳐 드립니다》 ... 박용대 역
- 2011년 MBC 미니시리즈 《마이 프린세스》 ... 대통령 이영찬 역
- 2011년 MBC 미니시리즈 《내 마음이 들리니》 ... 이명균(승철 부) 역
- 2011년 KBS2 단막극 《KBS 드라마 스페셜 - 동일범》 ... 강대우 역
- 2011년 SBS 미니시리즈 《천일의 약속》 ... 1회 (특별출연)
- 2011년 KBS2 미니시리즈 《브레인》 ... 천하대학교병원 신경외과 고재학 과장 역
- 2012년 KBS2 4부작드라마 《KBS 드라마 스페셜 연작 시리즈 - 보통의 연애》 ... 김주평 역
- 2012년 MBC 미니시리즈 《더킹 투하츠》 ... 이재강 역
- 2012년 MBC 미니시리즈 《골든타임》 ... 세중병원 외상외과 최인혁 교수 역
- 2012년 MBC 수목드라마 《아랑사또전》 ... 생사부 고방의 수호자 - 20회 (특별출연)
- 2012년 KBS2 단막극 《KBS 드라마 스페셜 - 친구 중에 범인이 있다》 ... 박형사 역(특별출연)
- 2013년 MBC 미니시리즈 《남자가 사랑할 때》 ... 조직폭력배 보스 김대광 역(특별출연)- 1, 2, 4회 출연
- 2013년 Mnet 뮤직드라마 《몬스타》 ... 권태현 영화감독 역(특별출연)- 1회
- 2013년 MBC 수목드라마 《미스코리아》 ... 정선생 역
- 2014년 KBS2 월화드라마 《빅맨》 ... 고위관리 역
- 2014년 tvN 금토드라마 《미생》 ... 오상식 역
- 2015년 tvN 월화드라마 《호구의 사랑》 ... 오상식 역(특별출연)
- 2015년 MBC 월화드라마 《화정》 ... 한음 이덕형 역
- 2015년 tvN 금토드라마 《구여친클럽》 ... 영화배우 역(특별출연)
- 2016년 tvN 금토드라마 《기억》 ... 박태석 역
- 2016년 tvN 불금불토스페셜 《안투라지》
- 2019년 JTBC 금토드라마 《아름다운 세상》 ... 경찰서장 역(특별출연)
- 2020년 tvN 수목드라마 《머니게임》 … 허재 역
- 2020년 KBS2 수목드라마 《영혼수선공》 … 고재학 역(특별출연)
- 2022년 Netflix 오리지널 드라마 《소년심판》 ... 강원중 역
- 2022년 kakao tv 오리지널 드라마 《어쩌다 전원일기》 … 희동리 이장 역(목소리 출연)
- 2022년 Disney+ 오리지널 드라마 《형사록》 … 김택록 역
- 2022년 JTBC 금토일드라마 《재벌집 막내아들》 … 진양철 역
- 2023년 Disney+ 오리지널 드라마 《형사록 2》 … 김택록 역
- 2023년 tvN 월화드라마 《운수 오진 날》 … 오택 역
- 2024년 Disney+ 오리지널 드라마 《폭군》 … 채 선생 역 (특별출연)
- 2025년 tvN 월화드라마 《원경》 … 이성계 역 (특별출연)
- 2025년 Disney+ 오리지널 드라마 《나인 퍼즐》 ... 도윤수 역
- 2025년 JTBC 토일드라마 《신의 구슬》
- 미정 《아임홈 다녀왔습니다》

## 연기 외 활동

### 교양
- 2013년 KBS 1TV 《KBS 파노라마》 - 의궤 8일간의 축제 ... (내레이션)
- 2020년 SBS TV《TV 동물농장》 - 953회 (내레이션)
- 2021년 KBS 1TV <사이언스 워크> 2부작 (출연)

### 웹예능
- 2024년 유튜브 《핑계고》

### 라디오 프로그램
- 2015년 EBS 《EBS 책 읽는 라디오 낭독 시리즈》 ... 게스트

### 광고
- 2010년 롯데손해보험 (with 이선균)
- 2012년 동서식품 핫초코 미떼
- 2013년 글락소스미스클라인컨슈머헬스케어코리아 잔탁
- 2013년 삼성화재 수퍼플러스
- 2014년 CJ몰
- 2014년 SK텔레콤 100년의 편지
- 2014년 ALL NEW 하이트
- 2015년 딜리버리서비스 최고배달
- 2015년 삼성생명 골든밸런스
- 2015년 HK이노엔 헛개수 (with 임시완)
- 2016년 현대자동차 그랜저 (with 조진웅)
- 2016년 농심 콩나물뚝배기
- 2016년 카카오드라이버
- 2016년 SK 지크
- 2020년 KT 스카이라이프
- 2021년 ~ 2023년 종근당 벤포벨
- 2021년 주택도시보증공사

### 홍보대사
- 2013년 대구시 중구 홍보대사
- 2015년 오오극장 홍보대사
- 2016년 제33회 대구연극제 홍보대사
- 2019년 대구지방경찰청 명예경찰(경감)

## 수상 및 후보
| 연도   | 시상식                         | 부문                             | 출연작품              | 결과 |
| ------ | ------------------------------ | -------------------------------- | --------------------- | ---- |
| 1992년 | 대구연극제                     | 신인연기상                       |                       | 수상 |
| 1998년 | 대구연극제                     | 연기상                           |                       | 수상 |
| 2001년 | 전국연극제                     | 최우수연기상                     |                       | 수상 |
| 2012년 | 제5회 코리아 드라마 어워즈     | 남자 우수연기상                  | 《골든타임》          | 후보 |
| 2012년 | 제1회 에이판 스타 어워즈       | 남자 연기상                      | 《골든타임》          | 수상 |
| 2012년 | 제25회 그리메상                | 최우수 남자연기상                | 《골든타임》          | 수상 |
| 2012년 | MBC 연기대상                   | 방송3사가 뽑은 올해의 연기자상   | 《골든타임》          | 수상 |
| 2012년 | MBC 연기대상                   | 미니시리즈부문 남자 우수연기상   | 《골든타임》          | 후보 |
| 2013년 | 제49회 백상예술대상            | TV부문 남자 최우수연기상         | 《골든타임》          | 후보 |
| 2013년 | 제8회 골든티켓어워즈           | 연극 남자배우상                  |                       | 수상 |
| 2014년 | 제35회 청룡영화상              | 남우조연상                       | 《군도: 민란의 시대》 | 후보 |
| 2015년 | 제51회 백상예술대상            | TV부문 남자 최우수연기상         | 《미생》              | 수상 |
| 2015년 | 제4회 에이판 스타 어워즈       | 중편드라마부문 남자 최우수연기상 | 《미생》              | 수상 |
| 2015년 | 제24회 부일영화상              | 남우조연상                       | 《손님》              | 후보 |
| 2016년 | 제1회 tvN10 Awards             | 남자배우상                       | 《미생》              | 수상 |
| 2018년 | 제27회 부일영화상              | 남우주연상                       | 《공작》              | 수상 |
| 2018년 | 제27회 부일영화상              | 남자 인기스타상                  | 《공작》              | 후보 |
| 2018년 | 제55회 대종상                  | 남우주연상                       | 《공작》              | 수상 |
| 2018년 | 제2회 더 서울어워즈            | 영화부문 남우주연상              | 《공작》              | 후보 |
| 2018년 | 제38회 한국영화평론가협회상    | 남우주연상                       | 《공작》              | 수상 |
| 2018년 | 제39회 청룡영화상              | 남우주연상                       | 《공작》              | 후보 |
| 2018년 | 제18회 디렉터스 컷 시상식      | 올해의 남자연기자상              | 《공작》              | 수상 |
| 2019년 | 제10회 올해의 영화상           | 남우주연상                       | 《공작》              | 수상 |
| 2019년 | 제55회 백상예술대상            | 영화부문 남자 최우수연기상       | 《공작》              | 수상 |
| 2019년 | 제24회 춘사영화제              | 남우주연상                       | 《공작》              | 후보 |
| 2020년 | 제25회 춘사영화제              | 남우조연상                       | 《남산의 부장들》     | 수상 |
| 2021년 | 제41회 청룡영화상              | 남우조연상                       | 《남산의 부장들》     | 후보 |
| 2021년 | 제42회 청룡영화상              | 남우조연상                       | 《기적》              | 후보 |
| 2022년 | 제20회 디렉터스 컷 어워즈      | 올해의 남자배우상                | 《남산의 부장들》     | 후보 |
| 2022년 | 제13회 대한민국 대중문화예술상 | 국무총리 표창                    | 빈칸                  | 수상 |
| 2023년 | 제59회 백상예술대상            | TV부문 남자 최우수연기상         | 《재벌집 막내아들》   | 수상 |
| 2023년 | 제59회 백상예술대상            | TV부문 대상                      | 《재벌집 막내아들》   | 후보 |
| 2023년 | 제2회 청룡시리즈어워즈         | 남우주연상                       | 《형사록》            | 후보 |
| 2023년 | 제18회 서울 드라마 어워즈      | 한류드라마부문 개인상 - 연기자   | 《재벌집 막내아들》   | 수상 |
| 2023년 | 제14회 코리아 드라마 어워즈    | 연기대상                         | 《형사록》            | 수상 |
| 2023년 | 제59회 대종상                  | 시리즈 남우상                    | 《형사록》            | 후보 |
| 2024년 | 제22회 디렉터스 컷 시상식      | 시리즈부문 올해의 남자배우상     | 《운수 오진 날》      | 후보 |
| 2024년 | 제45회 청룡영화상              | 남우주연상                       | 《핸섬가이즈》        | 후보 |
| 2024년 | 제2회 핑계고 시상식            | 신인상                           | 빈칸                  | 수상 |

## 가족
- 배우자:

- 자녀: 1녀